# Nicole Minetti
Nicole Minetti (Rimini, 11 marzo 1985) è un personaggio televisivo ed ex politica italiana, in passato consigliera regionale per il PdL durante la XVI legislatura (2010-2012) della regione Lombardia, eletta nel cosiddetto listino di Formigoni alle elezioni del 2010.

## Biografia
Figlia di Antonio Minetti, nato a Londra da famiglia originaria della provincia di Parma, imprenditore attivo a Rimini nell'organizzazione di eventi, e da Georgina Reid, inglese di Newcastle upon Tyne, cubista nella discoteca riminese Paradiso Dream Club e in seguito insegnante di danza. Ha una sorella minore di nome Angelica. Cresce studiando danza classica e danza moderna con la madre.
Ha studiato al Liceo Classico Statale "Giulio Cesare" a Rimini; inoltre, contando anche sulla conoscenza dell'inglese da madrelingua, ha lavorato da hostess presso Rimini Fiera. Nel 2004 in quinta liceo è stata bocciata. L'anno seguente ha conseguito la maturità da privatista e si è iscritta a Biologia all'Università di Bologna. Dopo un'annata infruttuosa, nel 2006 si è trasferita a Milano, a studiare Igiene dentale presso l'Università Vita-Salute San Raffaele; nel novembre 2009 ha conseguito la laurea; successivamente ha conseguito la Laurea magistrale in Scienze delle professioni sanitarie tecnico-assistenziali.

## Carriera

### Esperienze televisive
Notata mentre faceva colazione in un bar di corso Como da un tecnico della produzione di Scorie, programma televisivo satirico di Rai 2 condotto da Nicola Savino, partecipa a un provino e dal settembre 2007 ne diviene una delle vallette, fino al giugno 2008. Nello stesso anno, continuando a lavorare da hostess per fiere ed eventi, per novembre trova un impiego all'EICMA presso lo stand di Publitalia '80, e in questa occasione ha modo di incontrare Silvio Berlusconi, di cui è grande ammiratrice. Sempre su Rai 2 avviene il suo debutto come inviata per Stelle e note di Natale, sotto la direzione artistica di Luciano Silighini. In primavera, dopo aver superato un altro provino, partecipa al programma Colorado Cafè, su Italia 1, sempre diretta da Silighini, nel ruolo di "Hit Model".

### Carriera politica
Minetti viene eletta consigliera regionale in Lombardia nel 2010, in virtù della sua candidatura nel listino del Presidente Roberto Formigoni; infatti l'inserimento in questo listino garantiva alla rosa di candidati l'automatica elezione in caso di vittoria del candidato Presidente a cui erano collegati.
Viene asserito che la sua candidatura in questo listino sia stata «voluta a ogni costo» dall'allora Presidente del Consiglio Silvio Berlusconi che l'aveva conosciuta presso gli stand Publitalia, dove Minetti lavorava come hostess, e che, secondo le dichiarazioni della donna, le avrebbe regalato in seguito dei bracciali.
Minetti è salita per la prima volta alla ribalta della cronaca politica e mediatica nell'inverno del 2010 proprio per l'anomala candidatura che le ha permesso di bruciare le tappe nonostante l'assenza di qualsiasi precedente esperienza politica. All'epoca non furono poche le lamentele all'interno del PdL, di cui alcuni membri osteggiarono l'inserimento nel listino blindato.

## Procedimenti giudiziari

### Coinvolgimento nel caso Ruby
Minetti è salita alla ribalta della cronaca alla fine di ottobre 2010 in occasione del coinvolgimento nel cosiddetto caso Ruby (o Rubygate), il caso della diciassettenne marocchina finita in questura per un sospetto di furto e poi, nel giro di poche ore, rimessa in libertà grazie a una telefonata di Silvio Berlusconi in persona. Minetti è indagata dalla procura milanese per favoreggiamento della prostituzione. Oltre a lei, figurano nel registro degli indagati l'allora direttore del TG4 Emilio Fede e il manager e talent scout Lele Mora, già coinvolto con Fabrizio Corona nello scandalo Vallettopoli.
Nella notte del 27 maggio 2010 Minetti, su richiesta dell'allora Premier Berlusconi, si recò nella questura milanese per sottoscrivere l'affido di Ruby, allora minorenne, in quel momento trattenuta dalle forze dell'ordine poiché sospettata di furto e priva di documenti di riconoscimento. Minetti ha preso le distanze dalla minorenne affermando che Ruby fosse solo una sua conoscente, non un'amica: giustifica l'essere andata a notte fonda in questura per prelevarvi la ragazza come un favore richiestole direttamente dal Premier. Nonostante l'affido familiare della minore ottenuto dal giudice minorile, Minetti nega di aver mai garantito ospitalità alla ragazza.

#### Favoreggiamento alla prostituzione
Nel luglio 2013 Minetti, assieme agli altri due imputati (Emilio Fede e Lele Mora), viene condannata in primo grado dal Tribunale di Milano nell'ambito del processo Ruby bis a 5 anni di reclusione e all'interdizione dai pubblici uffici per 5 anni con l'accusa di favoreggiamento alla prostituzione. Nel 2014 la corte d'appello riduce la pena a 3 anni di reclusione, concedendo di fatto alla stessa la possibilità di chiedere una misura alternativa alla detenzione presso la magistratura di sorveglianza. Il 22 settembre 2015 la Corte suprema di cassazione accoglie il suo ricorso e annulla la sentenza del Ruby bis a carico di Emilio Fede e Nicole Minetti, rinviando ad un nuovo processo d'appello, respingendo al contempo il ricorso della procura di Milano che voleva condanne più elevate. Il 7 maggio 2018 il nuovo processo d'appello si conclude con la conferma della condanna, ma con una lieve riduzione della pena che passa a 2 anni e 10 mesi. L'11 aprile 2019 la Cassazione conferma la condanna a 2 anni e 10 mesi in via definitiva.

#### Rimborsopoli
Nel luglio 2021, nel processo di secondo grado svoltosi presso la Corte d'Appello di Milano nell'ambito del quale era stata rinviata a giudizio, ha patteggiato una condanna a 1 anno e 1 mese di reclusione. Nel 2015 i giudici, su richiesta del pubblico ministero, avevano rinviato a giudizio Nicole Minetti e altri politici con le imputazioni di peculato e truffa per le presunte spese "allegre" effettuate con i rimborsi del Consiglio regionale della Lombardia.

## Vita privata
Nel febbraio 2010 ha iniziato a frequentare il giovane manager Simone Giancola, relazione interrottasi qualche mese dopo in corrispondenza del “caso Ruby”. Nel 2012 ha fatto coming out, affermando di aver avuto delle relazioni anche con donne. Successivamente la showgirl Marysthell Garcia Polanco, anch'essa coinvolta nel “caso Ruby”, ha confermato di avere avuto rapporti con Minetti. Nel 2013 ha avuto una storia con il rapper Gué Pequeno e in autunno si è trasferita a Ibiza, dove risiede e svolge il lavoro di DJ. Nel 2014 rimase incinta durante la relazione con Claudio D'Alessio, figlio di Gigi D'Alessio, ma perse il bambino. Dal 2012 ha una relazione con Giuseppe Cipriani, membro della nota famiglia di ristoratori, con cui ha avuto un figlio. Nel 2021 Alfonso Signorini riporta una rottura con Cipriani. 

## Programmi televisivi
- Scorie (Rai 2, 2007-2008) Valletta
- Stelle e note di Natale (Rai 2, 2008) Inviata
- Colorado (Italia 1, 2009) Valletta